# Пешак (шах)
|   | a | b | c | d | e | f | g | h |   |
| 8 | a7 black pawn · b7 black pawn · c7 black pawn · d7 black pawn · e7 black pawn · f7 black pawn · g7 black pawn · h7 black pawn · c5 black cross · e5 black cross · d4 white pawn · a2 white pawn · b2 white pawn · c2 white pawn · e2 white pawn · f2 white pawn · g2 white pawn · h2 white pawn | a7 black pawn · b7 black pawn · c7 black pawn · d7 black pawn · e7 black pawn · f7 black pawn · g7 black pawn · h7 black pawn · c5 black cross · e5 black cross · d4 white pawn · a2 white pawn · b2 white pawn · c2 white pawn · e2 white pawn · f2 white pawn · g2 white pawn · h2 white pawn | a7 black pawn · b7 black pawn · c7 black pawn · d7 black pawn · e7 black pawn · f7 black pawn · g7 black pawn · h7 black pawn · c5 black cross · e5 black cross · d4 white pawn · a2 white pawn · b2 white pawn · c2 white pawn · e2 white pawn · f2 white pawn · g2 white pawn · h2 white pawn | a7 black pawn · b7 black pawn · c7 black pawn · d7 black pawn · e7 black pawn · f7 black pawn · g7 black pawn · h7 black pawn · c5 black cross · e5 black cross · d4 white pawn · a2 white pawn · b2 white pawn · c2 white pawn · e2 white pawn · f2 white pawn · g2 white pawn · h2 white pawn | a7 black pawn · b7 black pawn · c7 black pawn · d7 black pawn · e7 black pawn · f7 black pawn · g7 black pawn · h7 black pawn · c5 black cross · e5 black cross · d4 white pawn · a2 white pawn · b2 white pawn · c2 white pawn · e2 white pawn · f2 white pawn · g2 white pawn · h2 white pawn | a7 black pawn · b7 black pawn · c7 black pawn · d7 black pawn · e7 black pawn · f7 black pawn · g7 black pawn · h7 black pawn · c5 black cross · e5 black cross · d4 white pawn · a2 white pawn · b2 white pawn · c2 white pawn · e2 white pawn · f2 white pawn · g2 white pawn · h2 white pawn | a7 black pawn · b7 black pawn · c7 black pawn · d7 black pawn · e7 black pawn · f7 black pawn · g7 black pawn · h7 black pawn · c5 black cross · e5 black cross · d4 white pawn · a2 white pawn · b2 white pawn · c2 white pawn · e2 white pawn · f2 white pawn · g2 white pawn · h2 white pawn | a7 black pawn · b7 black pawn · c7 black pawn · d7 black pawn · e7 black pawn · f7 black pawn · g7 black pawn · h7 black pawn · c5 black cross · e5 black cross · d4 white pawn · a2 white pawn · b2 white pawn · c2 white pawn · e2 white pawn · f2 white pawn · g2 white pawn · h2 white pawn | 8 |
| 7 | a7 black pawn · b7 black pawn · c7 black pawn · d7 black pawn · e7 black pawn · f7 black pawn · g7 black pawn · h7 black pawn · c5 black cross · e5 black cross · d4 white pawn · a2 white pawn · b2 white pawn · c2 white pawn · e2 white pawn · f2 white pawn · g2 white pawn · h2 white pawn | a7 black pawn · b7 black pawn · c7 black pawn · d7 black pawn · e7 black pawn · f7 black pawn · g7 black pawn · h7 black pawn · c5 black cross · e5 black cross · d4 white pawn · a2 white pawn · b2 white pawn · c2 white pawn · e2 white pawn · f2 white pawn · g2 white pawn · h2 white pawn | a7 black pawn · b7 black pawn · c7 black pawn · d7 black pawn · e7 black pawn · f7 black pawn · g7 black pawn · h7 black pawn · c5 black cross · e5 black cross · d4 white pawn · a2 white pawn · b2 white pawn · c2 white pawn · e2 white pawn · f2 white pawn · g2 white pawn · h2 white pawn | a7 black pawn · b7 black pawn · c7 black pawn · d7 black pawn · e7 black pawn · f7 black pawn · g7 black pawn · h7 black pawn · c5 black cross · e5 black cross · d4 white pawn · a2 white pawn · b2 white pawn · c2 white pawn · e2 white pawn · f2 white pawn · g2 white pawn · h2 white pawn | a7 black pawn · b7 black pawn · c7 black pawn · d7 black pawn · e7 black pawn · f7 black pawn · g7 black pawn · h7 black pawn · c5 black cross · e5 black cross · d4 white pawn · a2 white pawn · b2 white pawn · c2 white pawn · e2 white pawn · f2 white pawn · g2 white pawn · h2 white pawn | a7 black pawn · b7 black pawn · c7 black pawn · d7 black pawn · e7 black pawn · f7 black pawn · g7 black pawn · h7 black pawn · c5 black cross · e5 black cross · d4 white pawn · a2 white pawn · b2 white pawn · c2 white pawn · e2 white pawn · f2 white pawn · g2 white pawn · h2 white pawn | a7 black pawn · b7 black pawn · c7 black pawn · d7 black pawn · e7 black pawn · f7 black pawn · g7 black pawn · h7 black pawn · c5 black cross · e5 black cross · d4 white pawn · a2 white pawn · b2 white pawn · c2 white pawn · e2 white pawn · f2 white pawn · g2 white pawn · h2 white pawn | a7 black pawn · b7 black pawn · c7 black pawn · d7 black pawn · e7 black pawn · f7 black pawn · g7 black pawn · h7 black pawn · c5 black cross · e5 black cross · d4 white pawn · a2 white pawn · b2 white pawn · c2 white pawn · e2 white pawn · f2 white pawn · g2 white pawn · h2 white pawn | 7 |
| 6 | a7 black pawn · b7 black pawn · c7 black pawn · d7 black pawn · e7 black pawn · f7 black pawn · g7 black pawn · h7 black pawn · c5 black cross · e5 black cross · d4 white pawn · a2 white pawn · b2 white pawn · c2 white pawn · e2 white pawn · f2 white pawn · g2 white pawn · h2 white pawn | a7 black pawn · b7 black pawn · c7 black pawn · d7 black pawn · e7 black pawn · f7 black pawn · g7 black pawn · h7 black pawn · c5 black cross · e5 black cross · d4 white pawn · a2 white pawn · b2 white pawn · c2 white pawn · e2 white pawn · f2 white pawn · g2 white pawn · h2 white pawn | a7 black pawn · b7 black pawn · c7 black pawn · d7 black pawn · e7 black pawn · f7 black pawn · g7 black pawn · h7 black pawn · c5 black cross · e5 black cross · d4 white pawn · a2 white pawn · b2 white pawn · c2 white pawn · e2 white pawn · f2 white pawn · g2 white pawn · h2 white pawn | a7 black pawn · b7 black pawn · c7 black pawn · d7 black pawn · e7 black pawn · f7 black pawn · g7 black pawn · h7 black pawn · c5 black cross · e5 black cross · d4 white pawn · a2 white pawn · b2 white pawn · c2 white pawn · e2 white pawn · f2 white pawn · g2 white pawn · h2 white pawn | a7 black pawn · b7 black pawn · c7 black pawn · d7 black pawn · e7 black pawn · f7 black pawn · g7 black pawn · h7 black pawn · c5 black cross · e5 black cross · d4 white pawn · a2 white pawn · b2 white pawn · c2 white pawn · e2 white pawn · f2 white pawn · g2 white pawn · h2 white pawn | a7 black pawn · b7 black pawn · c7 black pawn · d7 black pawn · e7 black pawn · f7 black pawn · g7 black pawn · h7 black pawn · c5 black cross · e5 black cross · d4 white pawn · a2 white pawn · b2 white pawn · c2 white pawn · e2 white pawn · f2 white pawn · g2 white pawn · h2 white pawn | a7 black pawn · b7 black pawn · c7 black pawn · d7 black pawn · e7 black pawn · f7 black pawn · g7 black pawn · h7 black pawn · c5 black cross · e5 black cross · d4 white pawn · a2 white pawn · b2 white pawn · c2 white pawn · e2 white pawn · f2 white pawn · g2 white pawn · h2 white pawn | a7 black pawn · b7 black pawn · c7 black pawn · d7 black pawn · e7 black pawn · f7 black pawn · g7 black pawn · h7 black pawn · c5 black cross · e5 black cross · d4 white pawn · a2 white pawn · b2 white pawn · c2 white pawn · e2 white pawn · f2 white pawn · g2 white pawn · h2 white pawn | 6 |
| 5 | a7 black pawn · b7 black pawn · c7 black pawn · d7 black pawn · e7 black pawn · f7 black pawn · g7 black pawn · h7 black pawn · c5 black cross · e5 black cross · d4 white pawn · a2 white pawn · b2 white pawn · c2 white pawn · e2 white pawn · f2 white pawn · g2 white pawn · h2 white pawn | a7 black pawn · b7 black pawn · c7 black pawn · d7 black pawn · e7 black pawn · f7 black pawn · g7 black pawn · h7 black pawn · c5 black cross · e5 black cross · d4 white pawn · a2 white pawn · b2 white pawn · c2 white pawn · e2 white pawn · f2 white pawn · g2 white pawn · h2 white pawn | a7 black pawn · b7 black pawn · c7 black pawn · d7 black pawn · e7 black pawn · f7 black pawn · g7 black pawn · h7 black pawn · c5 black cross · e5 black cross · d4 white pawn · a2 white pawn · b2 white pawn · c2 white pawn · e2 white pawn · f2 white pawn · g2 white pawn · h2 white pawn | a7 black pawn · b7 black pawn · c7 black pawn · d7 black pawn · e7 black pawn · f7 black pawn · g7 black pawn · h7 black pawn · c5 black cross · e5 black cross · d4 white pawn · a2 white pawn · b2 white pawn · c2 white pawn · e2 white pawn · f2 white pawn · g2 white pawn · h2 white pawn | a7 black pawn · b7 black pawn · c7 black pawn · d7 black pawn · e7 black pawn · f7 black pawn · g7 black pawn · h7 black pawn · c5 black cross · e5 black cross · d4 white pawn · a2 white pawn · b2 white pawn · c2 white pawn · e2 white pawn · f2 white pawn · g2 white pawn · h2 white pawn | a7 black pawn · b7 black pawn · c7 black pawn · d7 black pawn · e7 black pawn · f7 black pawn · g7 black pawn · h7 black pawn · c5 black cross · e5 black cross · d4 white pawn · a2 white pawn · b2 white pawn · c2 white pawn · e2 white pawn · f2 white pawn · g2 white pawn · h2 white pawn | a7 black pawn · b7 black pawn · c7 black pawn · d7 black pawn · e7 black pawn · f7 black pawn · g7 black pawn · h7 black pawn · c5 black cross · e5 black cross · d4 white pawn · a2 white pawn · b2 white pawn · c2 white pawn · e2 white pawn · f2 white pawn · g2 white pawn · h2 white pawn | a7 black pawn · b7 black pawn · c7 black pawn · d7 black pawn · e7 black pawn · f7 black pawn · g7 black pawn · h7 black pawn · c5 black cross · e5 black cross · d4 white pawn · a2 white pawn · b2 white pawn · c2 white pawn · e2 white pawn · f2 white pawn · g2 white pawn · h2 white pawn | 5 |
| 4 | a7 black pawn · b7 black pawn · c7 black pawn · d7 black pawn · e7 black pawn · f7 black pawn · g7 black pawn · h7 black pawn · c5 black cross · e5 black cross · d4 white pawn · a2 white pawn · b2 white pawn · c2 white pawn · e2 white pawn · f2 white pawn · g2 white pawn · h2 white pawn | a7 black pawn · b7 black pawn · c7 black pawn · d7 black pawn · e7 black pawn · f7 black pawn · g7 black pawn · h7 black pawn · c5 black cross · e5 black cross · d4 white pawn · a2 white pawn · b2 white pawn · c2 white pawn · e2 white pawn · f2 white pawn · g2 white pawn · h2 white pawn | a7 black pawn · b7 black pawn · c7 black pawn · d7 black pawn · e7 black pawn · f7 black pawn · g7 black pawn · h7 black pawn · c5 black cross · e5 black cross · d4 white pawn · a2 white pawn · b2 white pawn · c2 white pawn · e2 white pawn · f2 white pawn · g2 white pawn · h2 white pawn | a7 black pawn · b7 black pawn · c7 black pawn · d7 black pawn · e7 black pawn · f7 black pawn · g7 black pawn · h7 black pawn · c5 black cross · e5 black cross · d4 white pawn · a2 white pawn · b2 white pawn · c2 white pawn · e2 white pawn · f2 white pawn · g2 white pawn · h2 white pawn | a7 black pawn · b7 black pawn · c7 black pawn · d7 black pawn · e7 black pawn · f7 black pawn · g7 black pawn · h7 black pawn · c5 black cross · e5 black cross · d4 white pawn · a2 white pawn · b2 white pawn · c2 white pawn · e2 white pawn · f2 white pawn · g2 white pawn · h2 white pawn | a7 black pawn · b7 black pawn · c7 black pawn · d7 black pawn · e7 black pawn · f7 black pawn · g7 black pawn · h7 black pawn · c5 black cross · e5 black cross · d4 white pawn · a2 white pawn · b2 white pawn · c2 white pawn · e2 white pawn · f2 white pawn · g2 white pawn · h2 white pawn | a7 black pawn · b7 black pawn · c7 black pawn · d7 black pawn · e7 black pawn · f7 black pawn · g7 black pawn · h7 black pawn · c5 black cross · e5 black cross · d4 white pawn · a2 white pawn · b2 white pawn · c2 white pawn · e2 white pawn · f2 white pawn · g2 white pawn · h2 white pawn | a7 black pawn · b7 black pawn · c7 black pawn · d7 black pawn · e7 black pawn · f7 black pawn · g7 black pawn · h7 black pawn · c5 black cross · e5 black cross · d4 white pawn · a2 white pawn · b2 white pawn · c2 white pawn · e2 white pawn · f2 white pawn · g2 white pawn · h2 white pawn | 4 |
| 3 | a7 black pawn · b7 black pawn · c7 black pawn · d7 black pawn · e7 black pawn · f7 black pawn · g7 black pawn · h7 black pawn · c5 black cross · e5 black cross · d4 white pawn · a2 white pawn · b2 white pawn · c2 white pawn · e2 white pawn · f2 white pawn · g2 white pawn · h2 white pawn | a7 black pawn · b7 black pawn · c7 black pawn · d7 black pawn · e7 black pawn · f7 black pawn · g7 black pawn · h7 black pawn · c5 black cross · e5 black cross · d4 white pawn · a2 white pawn · b2 white pawn · c2 white pawn · e2 white pawn · f2 white pawn · g2 white pawn · h2 white pawn | a7 black pawn · b7 black pawn · c7 black pawn · d7 black pawn · e7 black pawn · f7 black pawn · g7 black pawn · h7 black pawn · c5 black cross · e5 black cross · d4 white pawn · a2 white pawn · b2 white pawn · c2 white pawn · e2 white pawn · f2 white pawn · g2 white pawn · h2 white pawn | a7 black pawn · b7 black pawn · c7 black pawn · d7 black pawn · e7 black pawn · f7 black pawn · g7 black pawn · h7 black pawn · c5 black cross · e5 black cross · d4 white pawn · a2 white pawn · b2 white pawn · c2 white pawn · e2 white pawn · f2 white pawn · g2 white pawn · h2 white pawn | a7 black pawn · b7 black pawn · c7 black pawn · d7 black pawn · e7 black pawn · f7 black pawn · g7 black pawn · h7 black pawn · c5 black cross · e5 black cross · d4 white pawn · a2 white pawn · b2 white pawn · c2 white pawn · e2 white pawn · f2 white pawn · g2 white pawn · h2 white pawn | a7 black pawn · b7 black pawn · c7 black pawn · d7 black pawn · e7 black pawn · f7 black pawn · g7 black pawn · h7 black pawn · c5 black cross · e5 black cross · d4 white pawn · a2 white pawn · b2 white pawn · c2 white pawn · e2 white pawn · f2 white pawn · g2 white pawn · h2 white pawn | a7 black pawn · b7 black pawn · c7 black pawn · d7 black pawn · e7 black pawn · f7 black pawn · g7 black pawn · h7 black pawn · c5 black cross · e5 black cross · d4 white pawn · a2 white pawn · b2 white pawn · c2 white pawn · e2 white pawn · f2 white pawn · g2 white pawn · h2 white pawn | a7 black pawn · b7 black pawn · c7 black pawn · d7 black pawn · e7 black pawn · f7 black pawn · g7 black pawn · h7 black pawn · c5 black cross · e5 black cross · d4 white pawn · a2 white pawn · b2 white pawn · c2 white pawn · e2 white pawn · f2 white pawn · g2 white pawn · h2 white pawn | 3 |
| 2 | a7 black pawn · b7 black pawn · c7 black pawn · d7 black pawn · e7 black pawn · f7 black pawn · g7 black pawn · h7 black pawn · c5 black cross · e5 black cross · d4 white pawn · a2 white pawn · b2 white pawn · c2 white pawn · e2 white pawn · f2 white pawn · g2 white pawn · h2 white pawn | a7 black pawn · b7 black pawn · c7 black pawn · d7 black pawn · e7 black pawn · f7 black pawn · g7 black pawn · h7 black pawn · c5 black cross · e5 black cross · d4 white pawn · a2 white pawn · b2 white pawn · c2 white pawn · e2 white pawn · f2 white pawn · g2 white pawn · h2 white pawn | a7 black pawn · b7 black pawn · c7 black pawn · d7 black pawn · e7 black pawn · f7 black pawn · g7 black pawn · h7 black pawn · c5 black cross · e5 black cross · d4 white pawn · a2 white pawn · b2 white pawn · c2 white pawn · e2 white pawn · f2 white pawn · g2 white pawn · h2 white pawn | a7 black pawn · b7 black pawn · c7 black pawn · d7 black pawn · e7 black pawn · f7 black pawn · g7 black pawn · h7 black pawn · c5 black cross · e5 black cross · d4 white pawn · a2 white pawn · b2 white pawn · c2 white pawn · e2 white pawn · f2 white pawn · g2 white pawn · h2 white pawn | a7 black pawn · b7 black pawn · c7 black pawn · d7 black pawn · e7 black pawn · f7 black pawn · g7 black pawn · h7 black pawn · c5 black cross · e5 black cross · d4 white pawn · a2 white pawn · b2 white pawn · c2 white pawn · e2 white pawn · f2 white pawn · g2 white pawn · h2 white pawn | a7 black pawn · b7 black pawn · c7 black pawn · d7 black pawn · e7 black pawn · f7 black pawn · g7 black pawn · h7 black pawn · c5 black cross · e5 black cross · d4 white pawn · a2 white pawn · b2 white pawn · c2 white pawn · e2 white pawn · f2 white pawn · g2 white pawn · h2 white pawn | a7 black pawn · b7 black pawn · c7 black pawn · d7 black pawn · e7 black pawn · f7 black pawn · g7 black pawn · h7 black pawn · c5 black cross · e5 black cross · d4 white pawn · a2 white pawn · b2 white pawn · c2 white pawn · e2 white pawn · f2 white pawn · g2 white pawn · h2 white pawn | a7 black pawn · b7 black pawn · c7 black pawn · d7 black pawn · e7 black pawn · f7 black pawn · g7 black pawn · h7 black pawn · c5 black cross · e5 black cross · d4 white pawn · a2 white pawn · b2 white pawn · c2 white pawn · e2 white pawn · f2 white pawn · g2 white pawn · h2 white pawn | 2 |
| 1 | a7 black pawn · b7 black pawn · c7 black pawn · d7 black pawn · e7 black pawn · f7 black pawn · g7 black pawn · h7 black pawn · c5 black cross · e5 black cross · d4 white pawn · a2 white pawn · b2 white pawn · c2 white pawn · e2 white pawn · f2 white pawn · g2 white pawn · h2 white pawn | a7 black pawn · b7 black pawn · c7 black pawn · d7 black pawn · e7 black pawn · f7 black pawn · g7 black pawn · h7 black pawn · c5 black cross · e5 black cross · d4 white pawn · a2 white pawn · b2 white pawn · c2 white pawn · e2 white pawn · f2 white pawn · g2 white pawn · h2 white pawn | a7 black pawn · b7 black pawn · c7 black pawn · d7 black pawn · e7 black pawn · f7 black pawn · g7 black pawn · h7 black pawn · c5 black cross · e5 black cross · d4 white pawn · a2 white pawn · b2 white pawn · c2 white pawn · e2 white pawn · f2 white pawn · g2 white pawn · h2 white pawn | a7 black pawn · b7 black pawn · c7 black pawn · d7 black pawn · e7 black pawn · f7 black pawn · g7 black pawn · h7 black pawn · c5 black cross · e5 black cross · d4 white pawn · a2 white pawn · b2 white pawn · c2 white pawn · e2 white pawn · f2 white pawn · g2 white pawn · h2 white pawn | a7 black pawn · b7 black pawn · c7 black pawn · d7 black pawn · e7 black pawn · f7 black pawn · g7 black pawn · h7 black pawn · c5 black cross · e5 black cross · d4 white pawn · a2 white pawn · b2 white pawn · c2 white pawn · e2 white pawn · f2 white pawn · g2 white pawn · h2 white pawn | a7 black pawn · b7 black pawn · c7 black pawn · d7 black pawn · e7 black pawn · f7 black pawn · g7 black pawn · h7 black pawn · c5 black cross · e5 black cross · d4 white pawn · a2 white pawn · b2 white pawn · c2 white pawn · e2 white pawn · f2 white pawn · g2 white pawn · h2 white pawn | a7 black pawn · b7 black pawn · c7 black pawn · d7 black pawn · e7 black pawn · f7 black pawn · g7 black pawn · h7 black pawn · c5 black cross · e5 black cross · d4 white pawn · a2 white pawn · b2 white pawn · c2 white pawn · e2 white pawn · f2 white pawn · g2 white pawn · h2 white pawn | a7 black pawn · b7 black pawn · c7 black pawn · d7 black pawn · e7 black pawn · f7 black pawn · g7 black pawn · h7 black pawn · c5 black cross · e5 black cross · d4 white pawn · a2 white pawn · b2 white pawn · c2 white pawn · e2 white pawn · f2 white pawn · g2 white pawn · h2 white pawn | 1 |
|   | a | b | c | d | e | f | g | h |   |

Пешак или пион (♙,♟) је шаховска фигура. Сваки играч на почетку партије поседује осам пешака распоређених по другој (бели) или седмој (црни) колони табле. У алгебарској нотацији, бели пешаци почињу на позицијама а2 до х2, а црни на позицијама а7 до х7.
Пешак може да се помера вертикално напред за једно поље, осим при првом потезу одређеним пешаком када може да се помери за два поља. За разлику од осталих фигура, пешак једе друге фигуре тако што заузме положај који је до тада заузимала непријатељска фигура, али само ако се непријатељска фигура налази на пољу напред лево или напред десно од пешака. Изузетно, пешак може да поједе и непријатељског пешака који је на пољу лево или десно, али се тада пешак не поставља на поље на коме је била непријатељска фигура (пешак), већ ипак на поље напред лево или напред десно од његове полазне позиције. Овај специјалан потез назива се en passant и може се одиграти само ако је непријатељски пешак дошао поред нашег пешака померањем за два поља напред (тј. прескакањем нападнутог поља током свог првог потеза) и то само одмах након овог противниковог потеза. Једење друге фигуре је уједно и једини случај када пешак може да се креће укосо. 
Пешак је најслабија фигура у шаху. Одузети у размени за било коју фигуру се сматра добрим потезом. Међутим, ако пешак у току партије успе да стигне до супротног краја табле, може бити замењен за било коју фигуру (осим краља).